# Endoxyla macrostoma
Endoxyla macrostoma är en svampart som tillhör divisionen sporsäcksvampar, och som beskrevs av Karl Wilhelm Gottlieb Leopold Fuckel. Endoxyla macrostoma ingår i släktet Endoxyla, och familjen Boliniaceae. Arten är reproducerande i Sverige.